# 4 (фильм)
«4» — российский фильм Ильи Хржановского по сценарию Владимира Сорокина. Участвовал во внеконкурсной программе на Венецианском кинофестивале 2004 года, получил один из главных призов Роттердамского кинофестиваля, был отмечен специальным призом жюри на «Кинотавре» и на конкурсе «Золотой абрикос».

## Сюжет
Трое случайных знакомых встречаются в ночном московском баре, чтобы отдохнуть после трудного дня. Не склонные откровенничать, они в меру собственной фантазии придумывают разные небылицы о себе. Самой эффектной и жутковатой историей оказывается рассказ настройщика роялей Володи о том, что он, якобы, работает в лаборатории по клонированию людей. После встречи Володю арестовывают за преступление, совершённое человеком, похожим на него. Поставщик мяса Олег обнаруживает в Подмосковье фабрику, производящую генетическое чудо — «круглых поросят». Марина уезжает в деревню Малый Окот, за тысячи километров от Москвы, на похороны своей сестры. Здесь она встречается с двумя другими своими сёстрами Верой и Соней, похожими на неё как две капли воды. После поминок они задаются вопросами: что за семья была у них, четырёх абсолютно одинаковых девочек.

## В ролях
| Актёр               | Роль                      |
| ------------------- | ------------------------- |
| Марина Вовченко     | Марина                    |
| Юрий Лагута         | Олег                      |
| Сергей Шнуров       | Володя                    |
| Константин Мурзенко | Марат                     |
| Алексей Хвостенко   | человек без возраста      |
| Анатолий Адоскин    | отец Олега                |
| Леонид Фёдоров      | Сергей                    |
| Андрей Кудряшов     | Бармен                    |
| Шавкат Абдусаламов  | управляющий мясокомбината |

## Награды
- Премия имени Тео Ван Гога, Золотой Кактус  Международный кинофестиваль в Роттердаме 2005
- Лучшая режиссёрская работа  Международный кинофестиваль в Буэнос-Айресе 2005
- Гран при фестиваля  Международный кинофестиваль в Сиэтле 2005
- Гран при фестиваля  Международный кинофестиваль в Трансильвании 2005
- Лучшая операторская работа  Международный кинофестиваль в Трансильвании 2005
- Специальный приз жюри  Открытый российский кинофестиваль «Кинотавр»
- Специальный приз жюри  Международный кинофестиваль «Золотой Абрикос», Ереван 2005
- Лучшая режиссёрская работа  Международный кинофестиваль в Афинах 2005
- Лучшая режиссёрская работа Международный кинофестиваль в Анталии 2005
- Лучший звук  Международный кинофестиваль в Вальвидии 2005
- Премия «Плоды Таланта»  Международный кинофестиваль в Бангкоке 2005

## Съёмки
- Изначально фильм задумывался как короткометражный и превратился в полноформатный фильм после четырёх лет работы.
- Специально для Шнурова заключённые сшили «личную» робу с цифрой «4» на спине.
- Во время съёмок сцены поминок в деревне было зарезано четыре свиньи. Все жители деревни и съёмочная группа несколько дней питались парной свининой.
- Бабушки-актрисы получали ежедневный гонорар, равный ежемесячной пенсии.
- В короткой сцене дискотеки, на которую попал персонаж Сергея Шнурова, появляются дочери-близняшки сценариста фильма Владимира Сорокина и ещё 6—7 пар близнецов.